# Nicolay Ahlmann

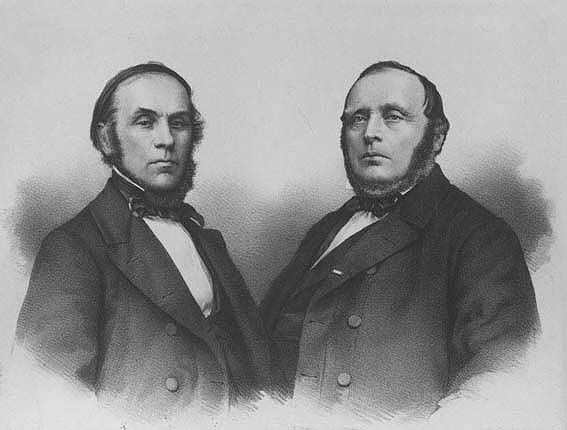
Nicolay Ahlmann und Hans Andersen Krüger

Nicolay Ahlmann, auch Nicolai-Peter Ahlmann, (* 17. November 1809 in Sonderburg; † 12. Februar 1890 in Kopenhagen) war Landwirt und Mitglied des Konstituierenden Reichstags des Norddeutschen Bundes.

## Leben
Ahlmann genoss eine gewöhnliche Schulbildung und kaufte 1857 den Hof Werthemine auf Alsen. Er war gemeinsam mit Hans Andersen Krüger einer der Wortführer der dänischen Minderheit und wurde von 1867 bis 1874 in das Preußische Abgeordnetenhaus gewählt. Da Krüger und er sich weigerten, den preußischen Amtseid abzulegen, kam es zu mehreren Nachwahlen, bei denen die beiden jeweils wiedergewählt wurden.
1867 war er Mitglied des konstituierenden Reichstags des Norddeutschen Bundes für den Wahlkreis Schleswig-Holstein 2 (Apenrade, Flensburg).
In den 1870er Jahren zog er sich aus der Politik zurück und siedelte 1875 nach Kopenhagen über.